# Georg Aster
Georg Aster (vollständiger Name: Alexander Georg Aster; * 23. April 1849 in Frauenstein; † 20. August 1917 in Loschwitz bei Dresden) war ein deutscher Architekt und Sachbuchautor.

## Leben

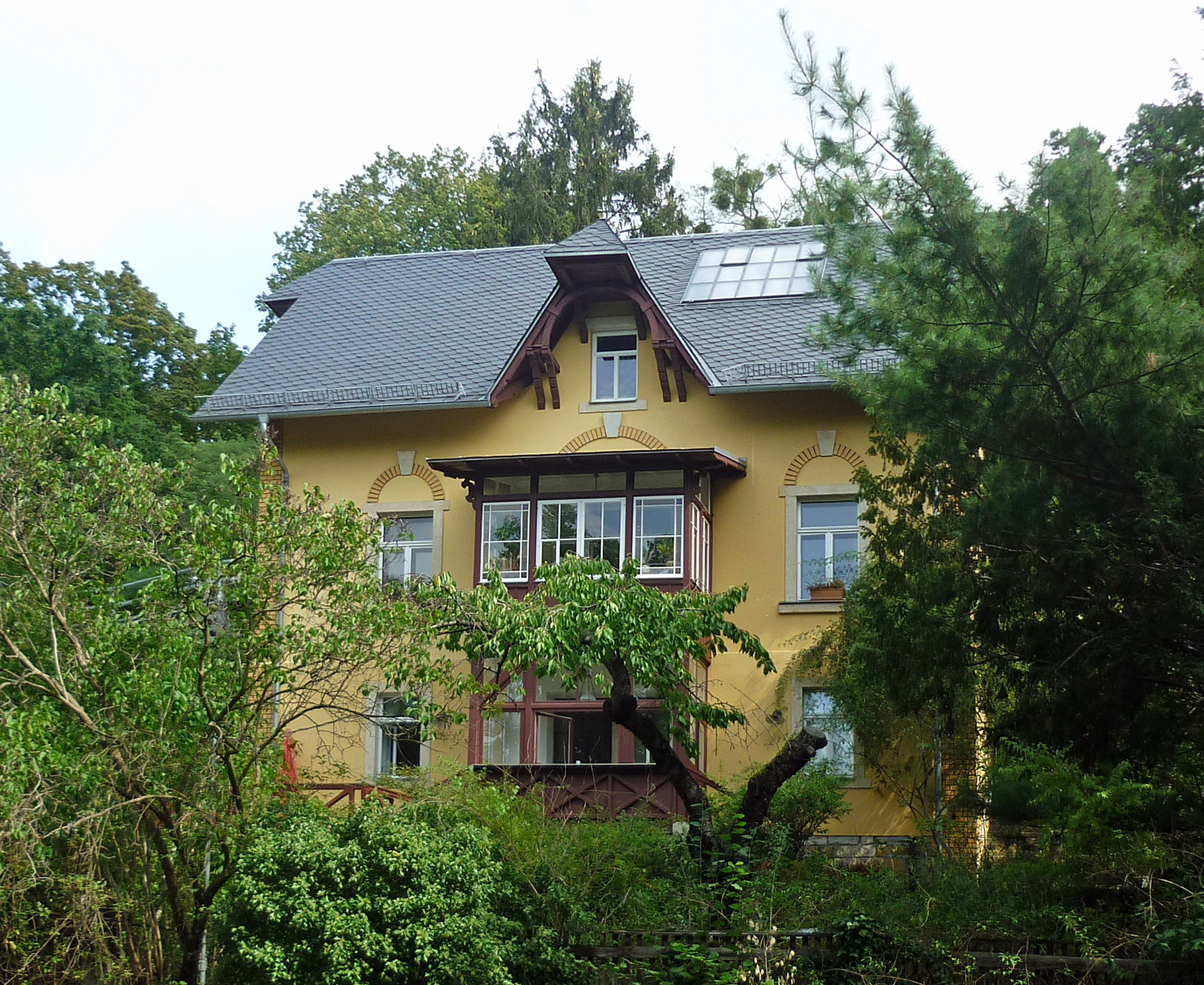
Wohnhaus des Architekten in Loschwitz, Pillnitzer Landstraße 35

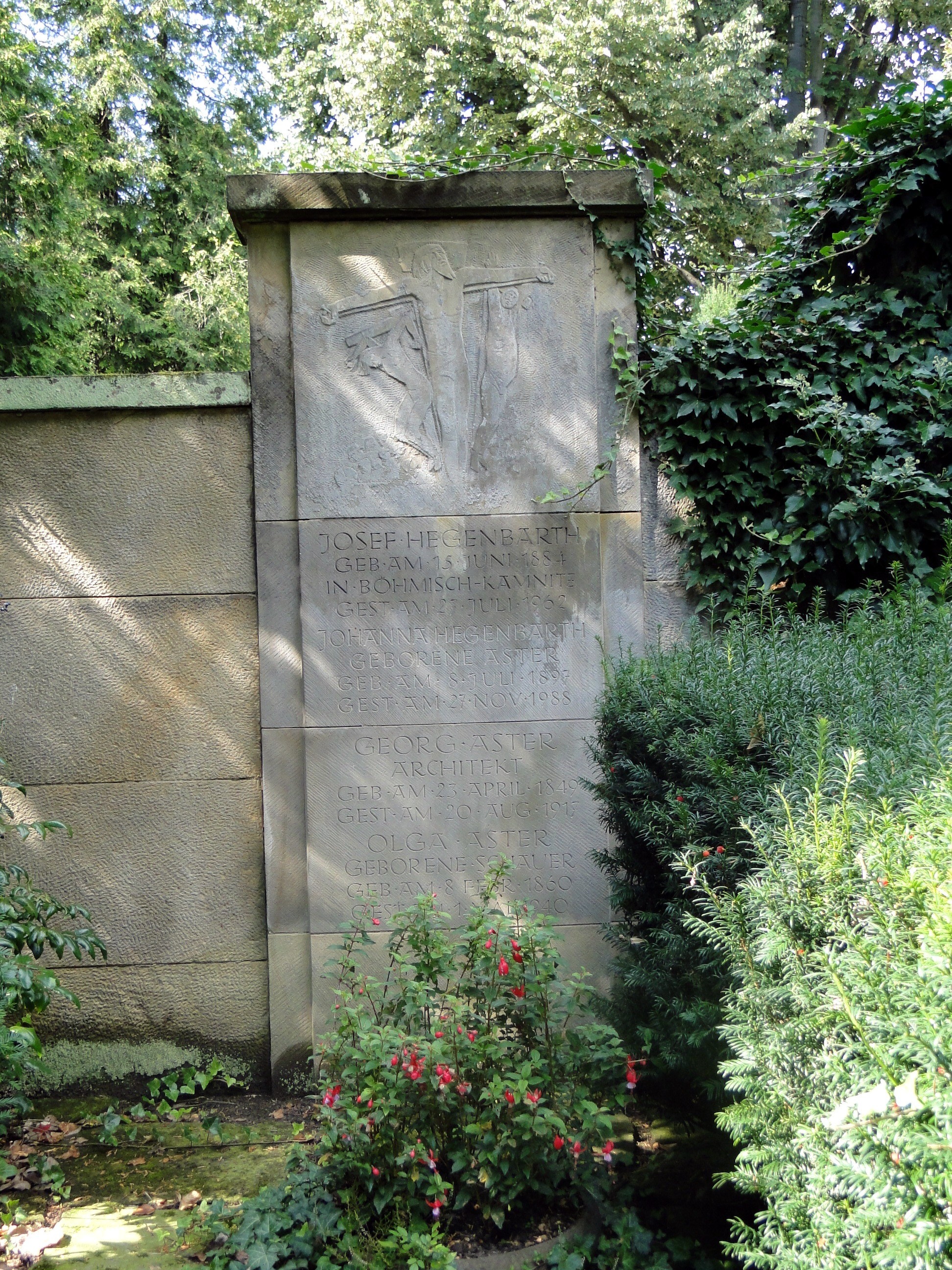
Grab von Georg Aster auf dem Loschwitzer Friedhof

Aster studierte an der Dresdner Baugewerkschule und lernte von 1870 bis 1871 im Atelier von Hermann Nicolai. Im Jahr 1874 unternahm Aster eine Studienreise nach Italien. Seine Eindrücke verarbeitete er unter anderem in dem Buch Architektonische Reise-Skizzen aus Italien (1880). Um 1900 folgte eine Reise nach Griechenland und Dalmatien.
Aster arbeitete von 1875 bis 1876 im Landbauamt in Dresden und ließ sich 1877 als freier Architekt in Pirna nieder. Hier war er 1879 am Umbau des Rathauses Pirna beteiligt. Im Jahr 1881 zog Aster nach Gera um, wo er bis 1891 ebenfalls als freier Architekt tätig war. Im Jahr 1891 ließ er sich in Loschwitz nieder. Sein Haus, die Villa Olga (benannt nach seiner Frau), auf der Pillnitzer Landstraße 35 entwarf er selbst. Aster verstarb 1917 in Loschwitz und wurde auf dem Loschwitzer Friedhof im Familiengrab Hegenbarth (u. a. Josef Hegenbarth) beigesetzt.
Aster veröffentlichte zahlreiche architekturtheoretische Werke, darunter im Rahmen der Reihe Webers illustrirte Katechismen 1894 das Buch Villen und kleine Familienhäuser, das 1904 bereits in zehnter Auflage vorlag. Es erlebte in Familienhäuser für Stadt und Land 1898 eine Fortsetzung.

## Familie
Am 19. September 1879 heiratete er Camilla Olga, geb. Schauer (1860–1940). Ihre Tochter Johanna (1897–1988) ehelichte 1936 Josef Hegenbarth.

## Schriften (Auswahl)
- 1880: Architektonische Reise-Skizzen aus Italien
- 1882: 1193–1544: aus des Klosters Mildenfurth vergangener Zeit
- 1887: Gera’s Gewerbe in alter und neuer Zeit
- 1890: Entwürfe zum Bau billiger Häuser für Arbeiter und kleine Familien mit Angabe der Baukosten
- 1894: Villen und kleine Familienhäuser
- 1898: Familienhäuser für Stadt und Land
- 1900: Das Einfamilienhaus
- 1902: Baudenkmäler der Stadt Pirna aus dem 15.–17. Jahrhundert
- 1902: Alt-Pirna: 12 malerische Motive